# Dipartimento di General Obligado
General Obligado è un dipartimento argentino, situato nella parte nord-orientale della provincia di Santa Fe, con capoluogo Reconquista.

## Geografia

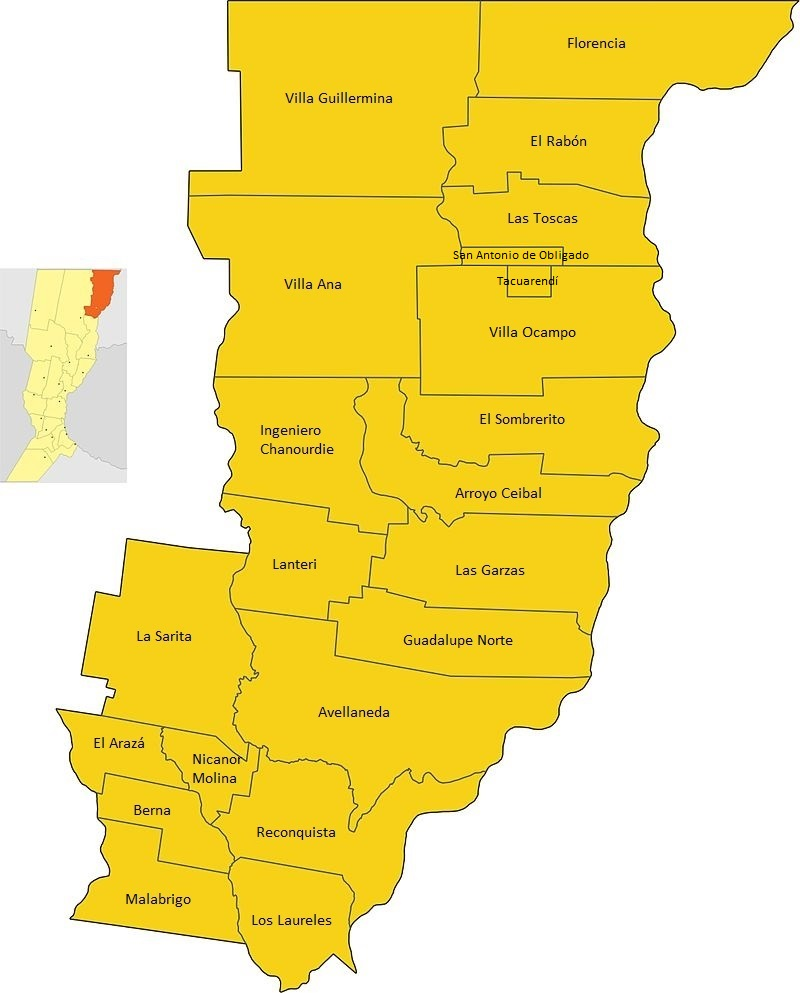
Distritos (Municipios y Comunas) del Departamento General Obligado.

Esso confina a nord con la provincia del Chaco, a est con quella di Corrientes, a sud con il dipartimento di San Javier e a ovest con quello di Vera.
Secondo il censimento del 2001, su un territorio di 10928 km², la popolazione ammontava a 166 436 abitanti, con un aumento demografico del 14,57% rispetto al censimento del 1991.

## Geografia antropica
Il dipartimento è suddiviso in 22 distretti (distritos), con questi municipi (municipios) o comuni (comunas):

### Municipios
- Avellaneda
- Las Toscas
- Malabrigo
- Reconquista
- Villa Ocampo

### Comunas
- Arroyo Ceibal
- Berna
- El Arazá
- El Rabón
- El Sombrerito
- Florencia
- Guadalupe Norte
- Ingeniero Chanourdie
- La Sarita
- Lanteri
- Las Garzas
- Los Laureles
- Nicanor Molinas
- San Antonio de Obligado
- Tacuarendí
- Villa Ana
- Villa Guillermina